# Olympia Eiskanal Igls
Koordinaten: 47° 13′ 17,1″ N, 11° 25′ 52,5″ O
Der Olympia Eiskanal Igls ist die erste Kunsteisbahn für den Rodel-, Skeleton- und Bob-Sport in Österreich und steht im Ort Innsbruck-Igls. 2024/2025 soll ein Umbau erfolgen, dennoch soll sie Dezember 2024 / Jänner 2025 teilweise in Betrieb sein.

## Bahndaten
Die Bobbahn hat eine Gesamtlänge von ca. 1270 m und hat samt Kreisel insgesamt 14 Kurven. Die Kunsteisfläche beträgt ungefähr 5500 m². Aus dem maximalen Höhenunterschied von 100 m und der Gesamtlänge von 1270 m ergibt sich ein Durchschnittsgefälle von 7,9 %. Zwischen (höchstem) Start und Ziel ist das mittlere Gefälle deutlich höher. Die maximale Kurvenhöhe beträgt 7 m und die Gesamtlänge der verlegten Kühlrohre beträgt ungefähr 80 km.
Im Sommer können Touristen auf der Bobbahn im Doppelsitzer die Strecke bezwingen. Seit 2020 findet mit dem „ALOHA Race the Track“ auch ein Bergsprint Lauf auf der Bobbahn statt. Die Läufer starten im Auslauf der Bobbahn und laufen bergauf zum Rodelstart der Herren.

## Geschichte

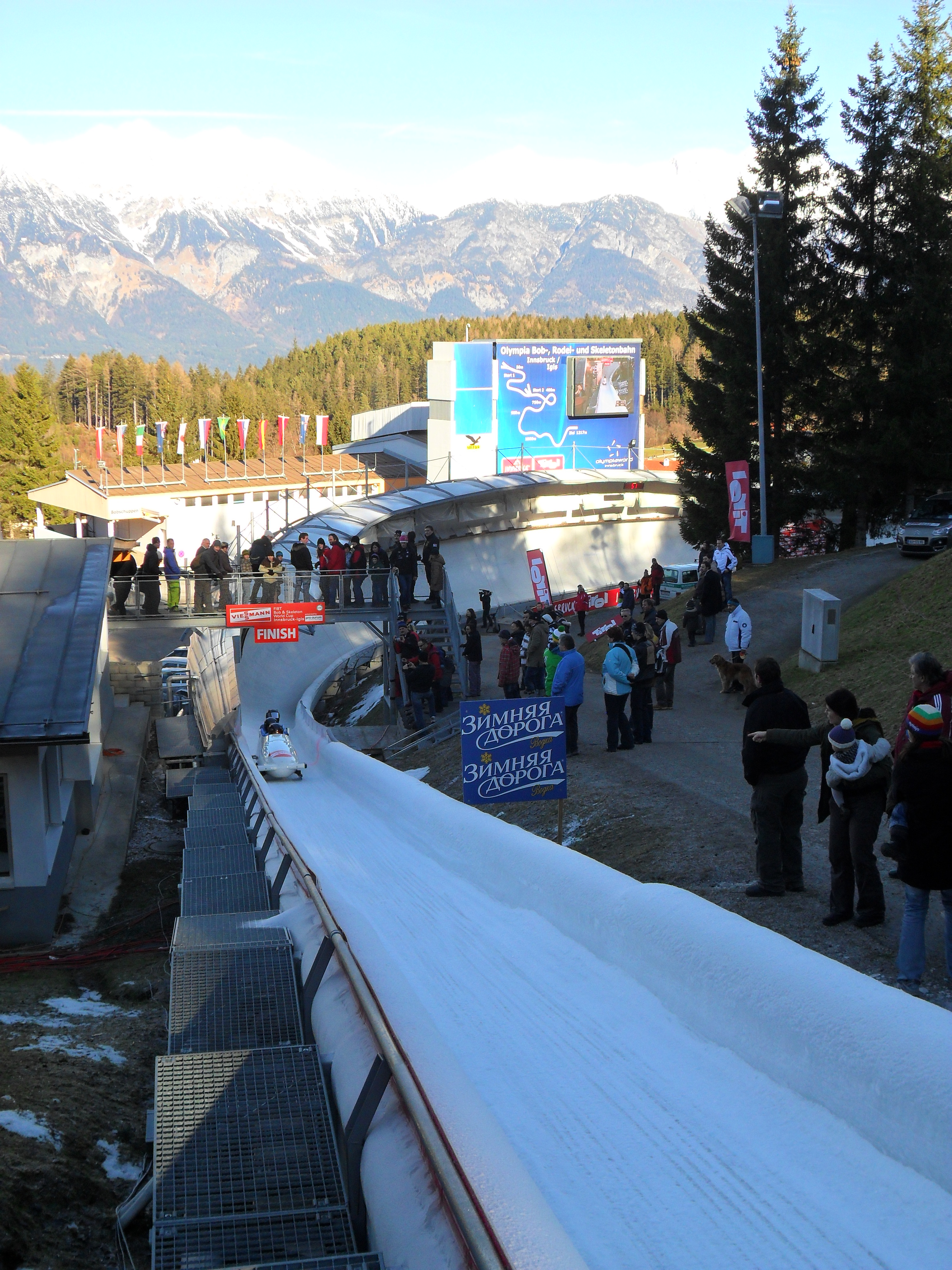
Bob-Weltcup 2011 in Innsbruck-Igls

Schon 1935 gingen die Weltmeisterschaften erstmals an Innsbruck-Igls. Damals führte die Strecke von der Römerstraße bis zur Talstation der Patscherkofelbahn. Wegen mehreren Unfällen in der Zielkurve hat man die Bahn viele Jahre später geschlossen. Als die Olympischen Winterspiele 1964 an Innsbruck vergeben wurde, begann man 1962 mit dem Bau der Olympia-Bobbahn Igls. Es wurden unterhalb des Patscherkofels zwei separate Kunsteisbahnen aus Beton gebaut. Die Bobbahn hatte eine Länge von 1506 m und 13 Kurven.
Für die Olympischen Winterspiele 1976 baute man 1974 eine Kunsteisbahn. Der Spatenstich erfolgte am 29. März 1974 durch Unterrichtsminister Fred Sinowatz. Diese Anlage wurde in den folgenden Jahren mehrfach erweitert. Neben dem Bobcafé hat man im Jahr 1981 den Auslauf um eine weitere Kurve verlängert. Der neue Damenstart ist in der Saison 1990/91 in die fünfte Kurve verlegt worden. 1993 wurde die Bob-Weltmeisterschaft ausgerichtet. 1998 hat man die Verlängerung Ziel-Auslauf fertiggestellt. Im Jahre 2004 ist die Generalsanierung der Betonröhre abgeschlossen worden.
Seit 2004 war Igls mehrfach Austragungsort der Wok-WM.

## Rekorde

### Startrekorde
| Zweierbob Männer                                              | Viererbob Männer                                                                                  | Zweierbob Frauen                                       | Skeleton Männer                             | Skeleton Frauen                         |
| ------------------------------------------------------------- | ------------------------------------------------------------------------------------------------- | ------------------------------------------------------ | ------------------------------------------- | --------------------------------------- |
| 4,96 s – 3. Dezember 2011 Oskars Melbārdis/Daumants Dreiškens | 4,93 s – 20. Januar 2013 LettlandOskars Melbārdis Daumants Dreiškens Arvis Vilkaste Intars Dambis | 5,38 s – 19. Januar 2014 Elana Meyers Taylor/Aja Evans | 4,72 s – 8. Januar 2016 Alexander Tretjakow | 5,11 s – 8. Januar 2016 Jelena Nikitina |

| Rodel Einsitzer Männer                      | Rodel Einsitzer Frauen                           | Rodel Doppelsitzer Männer                                | Rodel Doppelsitzer Frauen                            |
| ------------------------------------------- | ------------------------------------------------ | -------------------------------------------------------- | ---------------------------------------------------- |
| 5,319 s – 27. November 2011 Johannes Ludwig | 2,030 s – 18. November 2017 Natalie Geisenberger | 1,994 s – 3. Dezember 2022 Ludwig Rieder/Patrick Rastner | 2,101 s – 3. Dezember 2022 Anda Upīte/Sanija Ozoliņa |

### Bahnrekorde
| Zweierbob Männer                                                         | Viererbob Männer                                                                                         | Zweierbob Frauen                                              | Skeleton Männer                        | Skeleton Frauen                          |
| ------------------------------------------------------------------------ | --- | ------------------------------------------------------------- | -------------------------------------- | ---------------------------------------- |
| 50,72 s – 18. Januar 2025 DeutschlandJohannes Lochner Georg Fleischhauer | 50,07 s – 11. Februar 2023 DeutschlandFrancesco Friedrich Thorsten Margis Candy Bauer Alexander Schüller | 52,04 s – 19. Januar 2025 DeutschlandLaura Nolte Deborah Levi | 51,41 s – 10. Februar 2023 Matt Weston | 52,87 s – 10. Februar 2023 Kimberley Bos |

| Rodel Einsitzer Männer                      | Rodel Einsitzer Frauen                     | Rodel Doppelsitzer Männer                             | Rodel Doppelsitzer Frauen                         |
| ------------------------------------------- | ------------------------------------------ | ----------------------------------------------------- | ------------------------------------------------- |
| 49,539 s – 4. Dezember 2022 Nico Gleirscher | 39,574 s – 3. Dezember 2022 Madeleine Egle | 39,387 s – 3. Dezember 2022 Thomas Steu/Lorenz Koller | 39,998 s – 3. Dezember 2022 Selina Egle/Lara Kipp |

Rennrodeln Teamstaffel
- 2:08,474 Minuten (29. Januar 2017): Tatjana Hüfner – Johannes Ludwig – Toni Eggert/Sascha Benecken ( Deutschland)

Rennrodeln Sprint
- Einsitzer Männer: 32,341 s –  Semjon Pawlitschenko, 24. Januar 2021
- Einsitzer Frauen: 29,887 s –  Natalie Geisenberger, 25. November 2018
- Doppelsitzer Männer: 29,783 s –  Toni Eggert/Sascha Benecken, 27. Januar 2017
- Doppelsitzer Frauen: 30,219 s –  Selina Egle/Lara Kipp, 4. Dezember 2022